# 奧利希內 (卡霍夫卡區)
46°56′50″N 33°55′57″E / 46.94722°N 33.93250°E

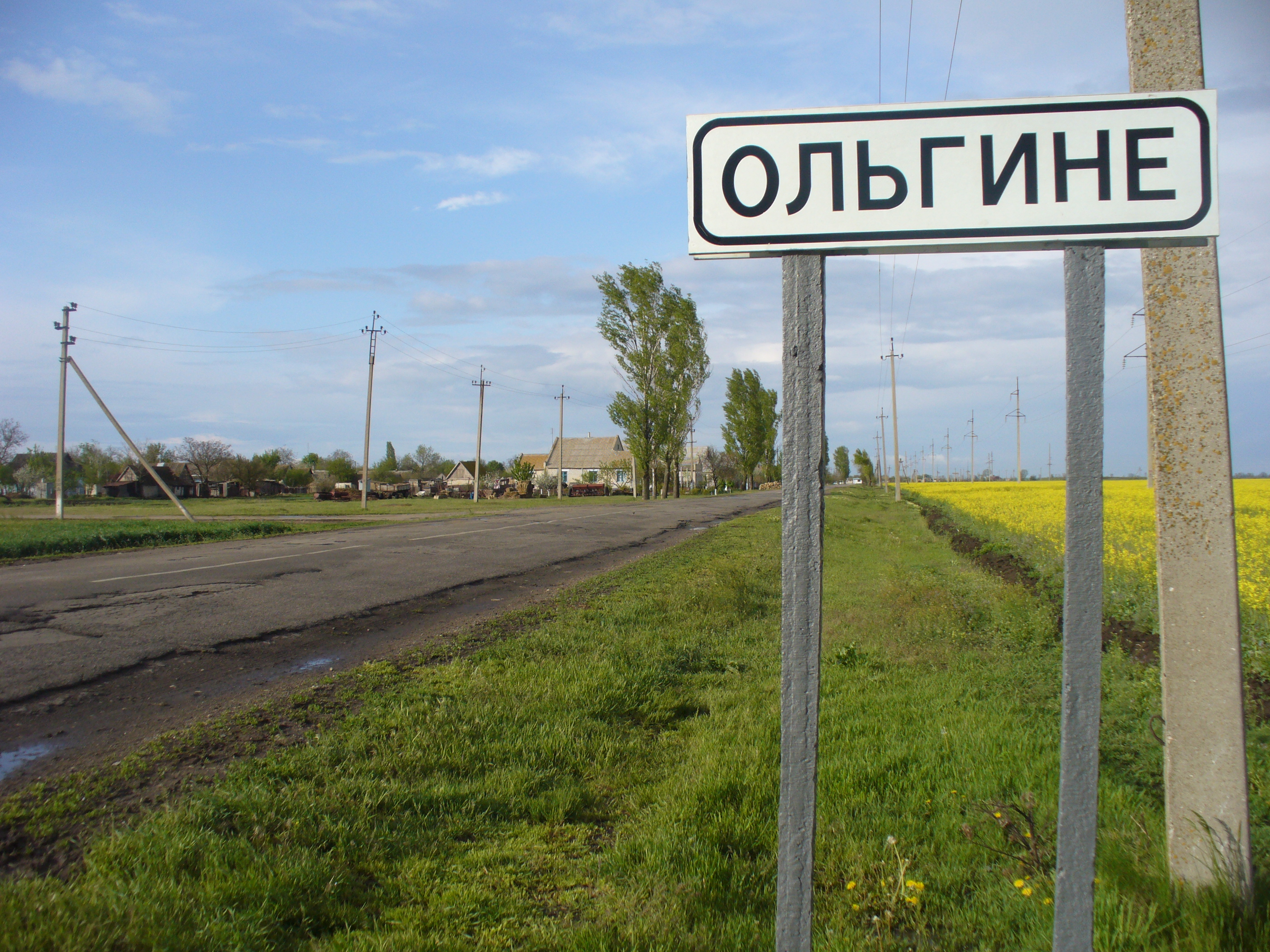
路牌

奧利希內（烏克蘭語：О́льгине）是位於烏克蘭南部的村莊，由赫爾松州卡霍夫卡區的霍爾諾斯塔伊夫卡市鎮負責管轄。該村始建於1869年，面積43平方公里，海拔高度66米，2001年人口1,043，人口密度每平方公里24.3人。